# Phycitimorpha hollandi
Phycitimorpha hollandi är en fjärilsart som beskrevs av Bethune-Baker 1911. Phycitimorpha hollandi ingår i släktet Phycitimorpha och familjen tandspinnare. Inga underarter finns listade i Catalogue of Life.